# GN-000 0 GUNDAM
GN-000 O GUNDAM（英語：O Gundam），為日本科幻動畫作品《機動戰士GUNDAM 00》中登場的機動戰士（Mobile Suit），曾駕駛過O GUNDAM的有里朋斯·阿爾馬克和雷瑟·艾翁。

## 介紹
天上人開發的第一台GUNDAM，被稱為第一世代GUNDAM、且為所有GUNDAM的元祖，GN-Drive使用的是圓錐形控制裝置，外觀與機動戰士GUNDAM中的RX-78-2非常相似。
於2301年庫爾吉斯戰爭首次登場（實戰測試），駕駛員為里朋斯·阿爾馬克，並與當時的少年兵剎那·F·塞耶接觸。當時的機體為出廠的灰色。
在天上人開始武力介入後，本機曾交給了分支組織「天使」，不過在新生天上人開發00 GUNDAM時收回，並將GN-Drive移用至00 GUNDAM，將之保管在拉格朗日點L3工廠的格納庫中，並塗上顏色。
在第二季與變革者的決戰前，0鋼彈作為補充戰力與其他武器，一起運送到托勒密號，後來投入實戰；機體配色改為藍色與白色等色系、動力源改為大型GN粒子儲藏槽。

## 重要戰鬥史

### 第一季

#### 第1話
里朋斯·阿爾馬克於庫爾吉斯戰爭中進行性能測試，首次也是唯一一次使用GN羽翼 （GN Feather），拯救了當時即將被殺的少年兵剎那·F·塞耶。

### 第二季

#### 第23話
0鋼彈以實戰配備型（英語：Type A.C.D）之姿登場，由雷瑟·艾翁駕駛，協助防衛托勒密號，並迎戰大量加格。之後，0鋼彈因粒子耗盡，與雷瑟的舊傷復發，而退出戰局，被棄置於原地。

#### 第25話
0鋼彈被里朋斯·阿爾馬克取走後，裝上奪取自GN-0000 00 GUNDAM的原始GN-Drive，再次啟動；與能天使GUNDAM R2對決，連同雙方的太陽爐互相擊毀；里朋斯陣亡。

## 裝備

### 武裝

#### 光束槍
光束槍（英語：Beam Gun）為將GN粒子以集束的形式發射的槍械。
由於是最早期開發而成，並沒有像後來其它GUNDAM的GN光束步槍皆搭載了GN電容器，因此能源完全依賴本體的GN-Drive，但較輕盈。雖然出力比往後推出的各種改良型低，但對付舊型機體也可說是綽綽有餘。

#### 光束軍刀
光束軍刀（英語：Beam Saber）為GUNDAM標準裝備的格鬥用武器原型。
為了以示區別，而沒有在名字加上「GN」；不是實體，而是純粹由光束構成的軍刀。
後來的GUNDAM皆至少配備兩把光束軍刀　（智天使GUNDAM例外），０GUNDAM只配備一把在背包右側。

#### GUNDAM盾牌
GUNDAM盾牌（英語：Gundam Shield）為利用高強度的E-碳纖維製成的盾牌，並且能產生GN力場。
與後來的GUNDAM配備的盾牌相比，GN力場生成裝置較大且較笨重，因此O GUNDAM有時會為了提高機動性而不配備盾牌。

#### GN羽翼
GN羽翼將電容器內的高濃度壓縮粒子釋放，並使用頭部及胸部的天線控制，形成巨大的光輝羽翼。
GN羽翼可以使大範圍的通訊癱瘓，提高在空中的安定度，形成單方面的GN力場，其防禦力幾乎無法想像，可以抵擋GN-005 德天使鋼彈的GN火箭砲所釋放出的高濃度粒子。
作為0鋼彈的非實體裝備，使用GN羽翼會造成GN-Drive極大的負擔。因此，此武裝在實戰配備型遭到廢除，之後被GNW-003 座天使鋼彈三型沿用。

### 實戰配備型追加

#### 大型GN電容器
由於GN-Drive被移用至00 GUNDAM，因此0鋼彈使用大型GN電容器（英語：Large GN Condenser）為替代動力源。
0鋼彈裝有三具GN推進器，可用於迴避與高速衝刺等機動，但也導致運作時間受到限制。

#### GN-Drive
為原本安裝在00強化模組左側的原0鋼彈的GN-Drive；外殼的造型不同於最早的樣式，而是跟安裝在00鋼彈上時的外觀相同。

#### Trans-AM系統
在動畫中沒有使用過本系統；然而，由於00劇場版中，安裝了兩基GN電容器的00 Raiser啟動了Trans-AM系統，說明了實戰配備型理論上也可以啟動Trans-AM系統。

## 變化型

### GN-000FA 全裝甲型O GUNDAM
官方外傳《機動戰士GUNDAM 00V》中登場。
- 高度：18.0公尺
- 重量：84.9公噸（全裝甲型裝備重量31.5公噸）
- 武裝：
  - 二連裝光束槍（2-barrel Beam Gun）×1
  - GN粒子束軍刀（GN Beam Saber）×2
  - 光束火箭炮（Beam bazooka）×1
  - GUNDAM火神炮（Gundam Vulcan Gun）×2